# Ust'e (Oblast' di Vologda)
Ust'e (in russo Устье?; anche Ust'e-Kubenskoe o Ust'-Kubinskoe) è un villaggio della Russia europea nell'oblast' di Volgograd. È il centro amministrativo del rajon Ust'-Kubinskij.
Si trova alla confluenza del fiume Kubena nel lago Kubenskoe, 70 km a nord-ovest di Vologda.